# سانت أوستاش
سانت أوستاش (بالفرنسية: Saint-Eustache)‏ مدينة تقع جنوب مونتريال في مقاطعة كيبك الكندية. تقع المدينة شمال غرب مدينة مونتريال.

## السكان
بلغ عدد سكانها 42062 نسمة حسب التعداد العام للسكان عام 2006.

## أعلام
- أندريه بروكيو
- كيفن لاكروا
- باتريك ديمرز
- جوزيف ماسون
- أوليفييه لابل